# Genyochromis mento
Genre
Espèce
Statut de conservation UICN

 LC  : Préoccupation mineure
Genyochromis mento est une espèce de poissons de la famille des Cichlidae endémique du lac Malawi en Afrique.
C'est la seule espèce de son genre Genyochromis (monotypique).